# كسر الإجهاد
ينتج كسر الإجهاد عن تعرض العظم لإجهاد متكرر مع مرور الوقت، بدلًا من أن ينتج عن رض أو تأثير واحد شديد، ولذلك تعتبر كسور الإجهاد نتيجة للإصابات المتراكمة والتي لا تصل للحد الأقصى في كل مرة، وتحدث أثناء نشاطات مثل الركض والقفز. تعتبر كسور الإجهاد من الإصابات الناتجة عن الإفراط في ممارسة الرياضة في كثير من الأحيان.
يمكن وصف كسور الإجهاد بأنها شقوق صغيرة في العظام، أو كسور شعرية. يُطلق على كسور الإجهاد أحيانًا اسم كسور المسير بسبب انتشارها بين الجنود الذين يسيرون بشكل مكثف. تحدث كسور الإجهاد غالبًا في العظام الحاملة للوزن في الأطراف السفلية، مثل عظام الساق والشظية (عظام أسفل الساق) وعظام مشط القدم وعظام الرصغ (عظام القدم)، وتكون عادة أقل شيوعًا في عظم الفخذ والحوض والعجز. عادة ما يشمل العلاج الراحة ثم العودة التدريجية لممارسة الرياضة على مدى أشهر.

## العلامات والأعراض
تكتشف كسور الإجهاد عادة بعد زيادة سريعة وغير مألوفة في التمارين. تبدأ الأعراض غالبًا بشكل تدريجي، مع وجود شكاوى تشمل ألمًا على طول جسم العظم يزيد أثناء النشاط مع ضعف في القوة العضلية وتشنج في العضلات. يحدث الألم في كسور إجهاد العظم الشظوي بالقرب من الكعب الوحشي، ويزداد مع النشاط ويختفي عند الراحة، أما إذا كان الألم موجودًا باستمرار، فقد يشير ذلك إلى إصابة عظمية أكثر خطورة. عادة ما تكون هناك منطقة من الألم الموضعي على طول العظم أو بالقرب منه وتورم في منطقة الإصابة. قد يؤدي الضغط المطبق على العظم إلى إعادة ظهور الأعراض.

## الأسباب
تعيد العظام باستمرار تشكيل وإصلاح نفسها، خاصة أثناء ممارسة الرياضة عندما يطبق ضغط غير عادي على العظام، ومع مرور الوقت إذا طبق ضغط كافٍ على العظم بحيث يستنفد قدرة العظم على إعادة ترميم نفسه، فقد يظهر موقع ضعيف (كسر إجهاد) في العظم. لا يظهر الكسر فجأة، بل يحدث نتيجة الصدمات المتكررة التي لا يكفي أي منها للتسبب في كسر مفاجئ، ولكن عند تجمعها معًا تستنفذ قدرة الخلايا بانية العظم التي تعيد تشكيل العظم.
تشمل الأسباب المحتملة: الحمل الزائد الناجم عن تقلص العضلات، وتغيير توزيع الإجهاد في العظام المترافق مع إرهاق العضلات، وتغير في قوة رد فعل الأرض (تحرك ممن الخرسانة إلى العشب مثلًا) أو التعرض لإجهاد متكرر منتظم يؤدي إلى نقطة تجميع اهتزازية (مثل المشية العسكرية).
تحدث كسور الإجهاد بشكل شائع عند الأشخاص المستقرين الذين يقومون فجأة بمجموعة من التمارين (عظامهم غير معتادة على أداء المهمة) وقد تحدث أيضًا عند الرياضيين الذين يؤدون تدريبات شديدة وعالية التأثير مثل رياضة الجري أو القفز، وتحدث كسور الإجهاد أيضًا بشكل شائع عند الجنود الذين يسيرون لمسافات طويلة.
يمكن أن يؤدي التعب العضلي أيضًا لحدوث كسور الإجهاد. تؤدي كل خطوة عند العدائين لقوى ضغط كبيرة على نقاط مختلفة في الساقين. يجب امتصاص كل صدمة ونقل الطاقة عبر العضلات والعظام، لكن العضلات التي توجد في أسفل الساق تتعب بعد الجري لمسافات طويلة وتفقد قدرتها على امتصاص الصدمات، وبذلك تعاني العظام من ضغوط أكبر، ويزيد ذلك من خطر حدوث الكسور.

## العلاج
تعد الراحة الخيار الأفضل لعلاج كسور الإجهاد منخفضة الخطورة. يختلف وقت الشفاء اعتمادًا على موقع الكسر وشدته واستجابة الجسم للشفاء، وعادة ما يوصي الأطباء بالراحة الكاملة ودعامة للساق أو حذاء خاص للمشي لمدة أربعة إلى ثمانية أسابيع، ومع ذلك قد تصل فترات الراحة أحيانًا إلى 12 أسبوعًا. يمكن استئناف الأنشطة تدريجيًا بعد انقضاء فترة الراحة بشرط ألا تسبب هذه الأنشطة أي ألم.